# Lucy Uxkull
Lucy Uxkull, geborene Ahrenfeldt, (* 25. April 1861 in Paris; † 28. September 1926 in Perugia) war eine deutsch-amerikanische Schriftstellerin.

## Leben
Lucy war die Tochter des Kaufmanns Charles Ahlefeldt und der Helene Minlos.
Nach der Ausbildung in Dresden reiste Lucy von 1903 bis 1906 ausgedehnt (unter anderem längere Aufenthalte in Nordamerika, Russland, Spanien und im Orient). Die Eindrücke in ihren Auslandsaufenthalten flossen häufig in ihre Werke ein. Im Jahr 1903 veröffentlichte sie den Roman Sonnenflug. Sie lebte seit 1906 in Berlin. Sie war mit Hans von Wangenheim verheiratet und ließ sich 1897 scheiden. Aus dieser Beziehung stammen die Kinder Hans-Heinz von Wangenheim und Lucy von Wangenheim, die erst Nino Giachi, dann den Reserveoffizier Adolf-Oswald von Arnim heiratete. Da beide genannten Ehen scheiterten führte Lucys Tochter Lucy wieder den Geburtsnamen von Wangenheim. 
Anschließend war sie mit dem Grafen Woldemar von Uxkull senior aus dem Adelsgeschlecht Uexküll verheiratet. Aus der Ehe gingen Woldemar Graf Uxkull-Gyllenband und Bernhard Graf Uxkull-Gyllenband hervor. Sie starb während einer Reise mit Woldemar Uxkull in Perugia. Sie ist auf dem Dresdener Johannisfriedhof begraben.

## Schriften (Auswahl)
- Sonnenflug. 1903.
- Friedliche Eroberungen. Sittenroman aus dem modernen Ägypten. 1904.
- Im Weiterschreiten. 1904.
- Das Reich des Schönen. 1905.
- Ins Leben zurück 1906.
- Cesare Borgia. Ein dramatisches Charakterbild in sieben Abteilungen. 1907.
- Eisgang. 1908.
- Die Wege des Freiherrn von Wolfsburg. 1911.
- Rote Nelken. Ein sozialer Roman. 1913.
- Der Irisbogen. Sieben Novellen. 1920.
- Die Kämpfer Jahves. 1921.
- Jenseits der Mauern. Erzählung aus dem mittelalterlichen Rom – Der Weg zum Frieden. 1928.
- Gedichte. 1931.